# Lipki (województwo lubuskie)
Lipki (alt. Lipna; niem. Leipe) – dawna wieś-uroczysko w Polsce, w województwie lubuskim, w powiecie żarskim, w gminie Brody.
Leżały wśród lasów na południe od Brodów, przy bocznej drodze na wschód od Marianki. W pobliżu znajduje się lądowisko leśne Marianka.
Po miejscowości nie pozostało nic oprócz wykarczowanego placu z zarysem dawnych dróg. Nazwa Lipki zachowała się w nazwie nadleśnictwa.

## Historia
Po II wojnie światowej wieś Leipe znalazła się na terenie tzw. Ziem Odzyskanych (tzw. II okręg administracyjny – Dolny Śląsk), gdzie utworzyły gromadę Lipki w gminie Brody. 28 czerwca 1946 gmina Brody – jako jednostka administracyjna powiatu żarskiego – weszła w skład nowo utworzonego woj. wrocławskiego. 6 lipca 1950 wraz z całym powiatem żarskim weszły w skład nowo utworzonego woj. zielonogórskiego.
W 1954 roku Lipki weszły w skład gromady Brody, gdzie włączono ją do nowo utworzonego powiatu lubskiego w tymże województwie. Tam przetrwały do kolejnej reformy administracyjnej w 1972 roku.
W latach 1975–1998 miejscowość należała administracyjnie do województwa zielonogórskiego.